# Digitaria insularis
Espèce
Digitaria insularis est une espèce de plantes à fleurs monocotylédones de la famille des Poaceae, originaire des régions tropicales et subtropicales d'Amérique.
C'est une plante herbacée, vivace par ses rhizomes, qui se rencontre le long des routes et des voies ferrées, dans les pâturages, les champs cultivés et les forêts perturbées.

## Caractère envahissant
Elle a été introduite en Asie tropicale et en Océanie. On la considère dans certaines régions comme une plante envahissante, notamment en Nouvelle-Calédonie.
On a signalé des populations résistantes au glyphosate au Brésil et au Paraguay[réf. souhaitée].

## Synonymes
Selon Catalogue of Life (21 février 2016) :
- Agrostis villosa Steud., pro syn.
- Andropogon fabricii Henrard
- Andropogon insularis L.
- Digitaria leucophaea (Kunth) Stapf, nom. superfl.
- Milium hirsutum P.Beauv.
- Milium villosum Sw., nom. superfl.
- Monachne unilateralis Roem. & Schult., nom. illeg.
- Nardus dactyloides Rol. ex Rottb.
- Panicum duchaissingii Steud.
- Panicum falsum Steud.
- Panicum gavanianum Steud. ex Döll, pro syn.
- Panicum insulare (L.) G.Mey.
- Panicum insulare var. leucophaeum Kuntze, nom. inval.
- Panicum insulare var. typicum Hack., nom. inval.
- Panicum lanatum Rottb.
- Panicum leucophaeum Kunth, nom. superfl.
- Panicum saccharoides A.Rich., nom. illeg.
- Saccharum polystachyum Siebold ex Kunth, pro syn.
- Syntherisma insularis (L.) Millsp.
- Trichachne insularis (L.) Nees
- Tricholaena insularis (L.) Griseb.
- Tricholaena saccharoides Griseb.
- Valota insularis (L.) Chase